# V605 Возничего
V605 Возничего (лат. V605 Aurigae) — одиночная переменная звезда в созвездии Возничего на расстоянии (вычисленном из значения параллакса) приблизительно 6542 световых лет (около 2006 парсеков) от Солнца. Видимая звёздная величина звезды — от +13m до +12,5m.

## Характеристики
V605 Возничего — красная пульсирующая медленная неправильная переменная звезда (LB) спектрального класса M. Эффективная температура — около 3287 K.